# Agnieszka Brustman
Agnieszka Brustman (nascida em 31 de julho de 1962) é uma jogadora de xadrez polonesa que detém o título de Grande Metre Feminina (WGM). Ela foi campeã feminina polonesa quatro vezes e competiu duas vezes no torneio de candidatas ao Campeonato Mundial Feminino.

## Carreira
Brustman nasceu em Varsóvia. Ela jogou na seleção polonesa em nove Olimpíadas de Xadrez Feminino (1980–96).  Seu melhor resultado foi na Olimpíada de 1980 (Valletta), quando marcou 8 pontos em 11, conquistando a medalha de prata individual no quarto tabuleiro e a medalha de bronze por equipe.
Ela foi campeã europeia júnior feminina em 1980 e campeã mundial júnior feminina em 1982. Brustman competiu duas vezes no torneio de candidatas ao Campeonato Mundial Feminino, em Malmö 1986 e Chaltubo 1988.